# 安納·瓊·亞歷山大
安納·瓊·亞歷山大 (Anand Jon Alexander)（1973年—）出生於印度喀拉拉邦，是著名美國印度裔時裝設計師。曾經就讀著名的帕森設計學院，1999年初在紐約時裝界成名，客人包括R&B歌后玛丽·布莱姬、Rosario Dawson、羅蘭士·費斯賓、芭黎絲·希爾頓、珍納·積遜等。

## 外部參考
1. ↑  .   [2009-09-02]. （原始内容存档于2009-09-05）.